# Lamina minor
Lamina minor là một loài nhện trong họ Toxopidae.
Loài này thuộc chi Lamina. Lamina minor được miêu tả năm 1970 bởi Raymond Robert Forster.